# Casa Rosada
La Maison rose (en espagnol, Casa Rosada) est le siège du pouvoir exécutif argentin, située au centre de Buenos Aires. Elle doit son nom à la couleur rose de ses façades. À l'intérieur se trouve le bureau du président de la Nation argentine.

## Situation
Elle est située au 50, rue Balcarce, dans le quartier Monserrat, face à la place de Mai.

## Histoire
L'édifice actuel se trouve sur l'emplacement du fort de Buenos Aires, construit par le gouverneur Fernando Ortiz de Zárate en 1594, au sommet des berges du Río de la Plata. En 1713, il est remplacé par une sobre construction d'environ un hectare, entourée d'un large fossé, avec quatre tours rectangulaires et munie — en direction de l'actuelle place de Mai — d'un pont-levis. Ce fort reçoit le nom de château Saint-Michel (Castillo de San Miguel) en 1720. Il sert de siège aux gouverneurs, puis aux vice-rois de la vice-royauté du Río de la Plata, et ultérieurement aux gouverneurs indépendants d'après 1810, date de la révolution. Dans la décennie 1820, le président Rivadavia ordonne des modifications qui suppriment le pont-levis pour lui substituer un portique de style néoclassique.
Le fort est démoli partiellement durant la décennie 1850 afin de construire à sa place l'édifice de la nouvelle douane, projet de l'architecte anglais Edward Taylor. De l'ancien édifice restent un arc et une des constructions datant de la vice-royauté à l'intérieur de l'enceinte démolie. Celle-ci est refaite pour être utilisée comme palais du gouvernement.
Sous la présidence de Domingo Faustino Sarmiento, l'édifice est peint en rose, couleur qu'il a gardée jusqu'à aujourd'hui avec quelques variations au fil du temps, depuis le rose pâle jusqu'à une coloration proche de l'orangé. En 1873, toujours sous la présidence de Sarmiento, on commence la construction du palais des Postes, œuvre de l'architecte suédois Carlos Kihlberg, dans l'espace sud du terrain qui était resté libre lors de la démolition du fort. 
Terminé en 1878, le tout nouvel édifice fait moralement de l'ombre au siège du gouvernement qui ne paye plus trop de mine, c'est pourquoi le président Julio Argentino Roca sollicite un projet d'agrandissement et de réparation de sa demeure. 
C'est l'architecte suédois Enrique Aberg (auteur d'autres travaux notables à Buenos Aires) qui est choisi. Son projet implique la destruction de tout ce qui reste de l'ancien fort et la construction d'un édifice semblable à celui des postes, avec l'ajout d'un balcon-galerie au premier étage, ornement dont était dépourvu le bâtiment des postes.
En 1894, le manque d'espace disponible dans le nouvel édifice est déjà évident et l'on projette d'unifier les deux bâtiments construits l'un par Aberg et l'autre par Kihlberg, afin de destiner le nouvel ensemble exclusivement à la fonction de gouvernement. C'est le président Luis Sáenz Peña qui passe commande de ce travail à l'architecte italien Francisco Tamburini. Celui-ci propose l'union des deux édifices au moyen d'un grand arc, qui constitue aujourd'hui l'accès sur la rue Balcarce.
En 1898, le nouvel ensemble est inauguré officiellement durant le second mandat présidentiel de Roca.
L'aile sud, ancien palais des Postes, est partiellement démolie et reconstruite pendant la décennie 1930, en raison de la rectification du tracé de la rue Hipólito Yrigoyen, exigée par la construction du palais du Patrimoine.
Le président Arturo Umberto Illia, victime d'un coup d'État militaire en 1966, déclare alors avoir été renversé par « les 20 pâtés de maisons qui entourent la Maison rose » (« las 20 manzanas que rodean la Casa Rosada »), allusion au pouvoir économique du district financier ou Microcentro qui s'étend autour de la place de Mai.

## Caractéristiques architecturales
L'œuvre de Tamburini a créé un ensemble éclectique, qui combine des éléments de diverses origines, comme les mansardes, les loggias et les fenêtres des projets des deux architectes suédois, avec l'expression classique typique de Tamburini. 
L'esplanade d'accès sur la rue Rivadavia conduit au salon des bustes, où se trouvent les effigies sculptées des présidents argentins. Après ce salon, deux grands escaliers d'honneur (dénommés Italia et España) mènent au premier étage de l'aile nord, où se trouvent le salon blanc qui sert aux grandes réceptions officielles, et les dépendances présidentielles. Cette aile nord est structurée autour de la cour des palmiers. 
L'ensemble s'étend sur trois niveaux du côté ouest, le long de la rue Balcarce, et quatre niveaux plus le sous-sol du côté est, face au parc Colomb. Tous les locaux originels extérieurs ont un éclairage direct, tandis que pour les locaux intérieurs, l'éclairage et la ventilation sont donnés grâce à des galeries organisées autour de cours intérieures. La structure d'origine est faite de murs de maçonnerie de diverses épaisseurs, avec des dalles simplement soutenues par des petites voûtes de brique avec renforcement de fer et de bois.

Panorama de la façade de l'édifice faisant face à la place de Mai.

## La couleur rose
Selon la tradition, la couleur rose est due au désir de Sarmiento de représenter symboliquement la fusion des partis qui se livrèrent à des guerres civiles cruelles durant la première moitié du XIXe siècle, en mélangeant la couleur blanche représentative des unitaires et le rouge des fédéralistes. La légende, cependant, paraît improbable étant donné que les unitaires s'identifiaient généralement par la couleur bleue.
En fait la couleur rose était très utilisée en Argentine au cours du XIXe siècle. Elle se fabriquait par une combinaison de peinture à la chaux avec du sang de bœuf. Ce dernier était apprécié pour ses propriétés hydrofuges et fixatrices.

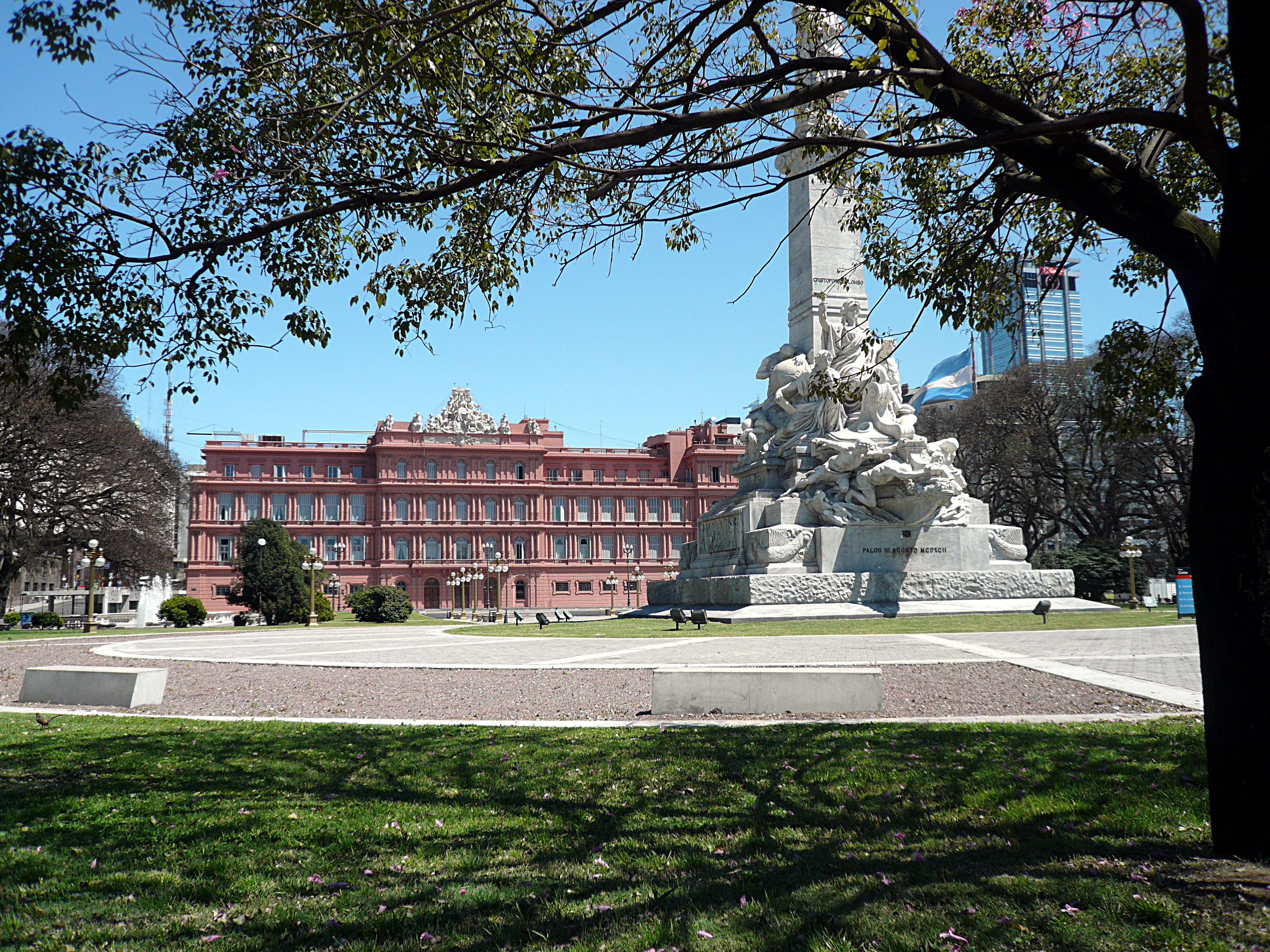
La façade à l'est donne sur le parc Colomb.
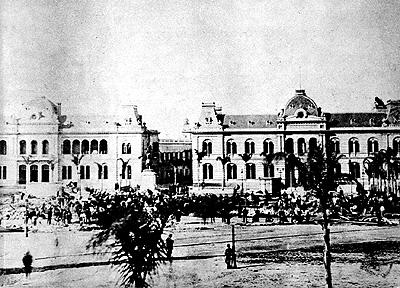
Les édifices du gouvernement (à gauche) et la poste (à droite) en 1890, avant leur réunion par l'architecte Tamburini qui en fait le palais actuel.
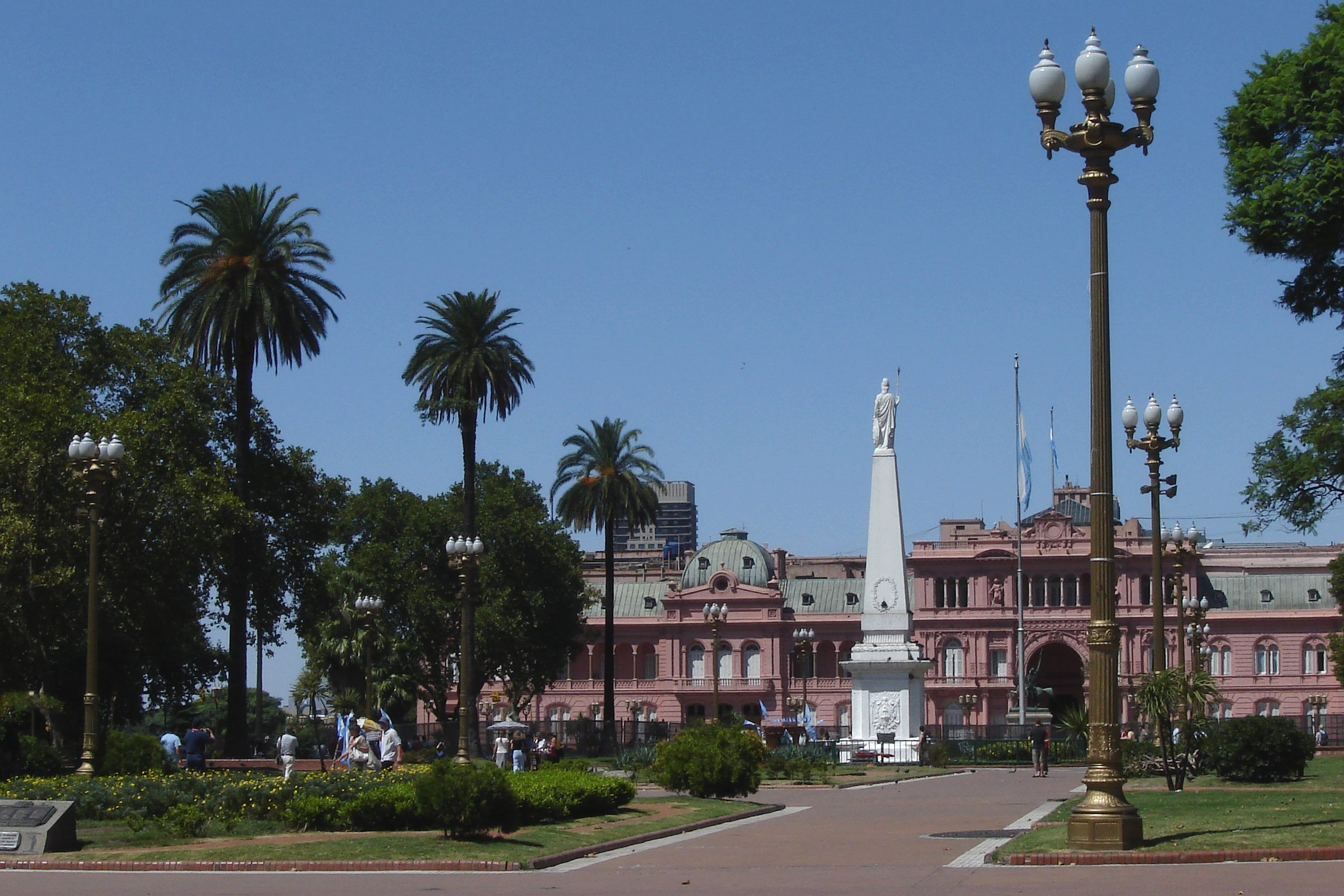
La Maison rose vue de la place de Mai.
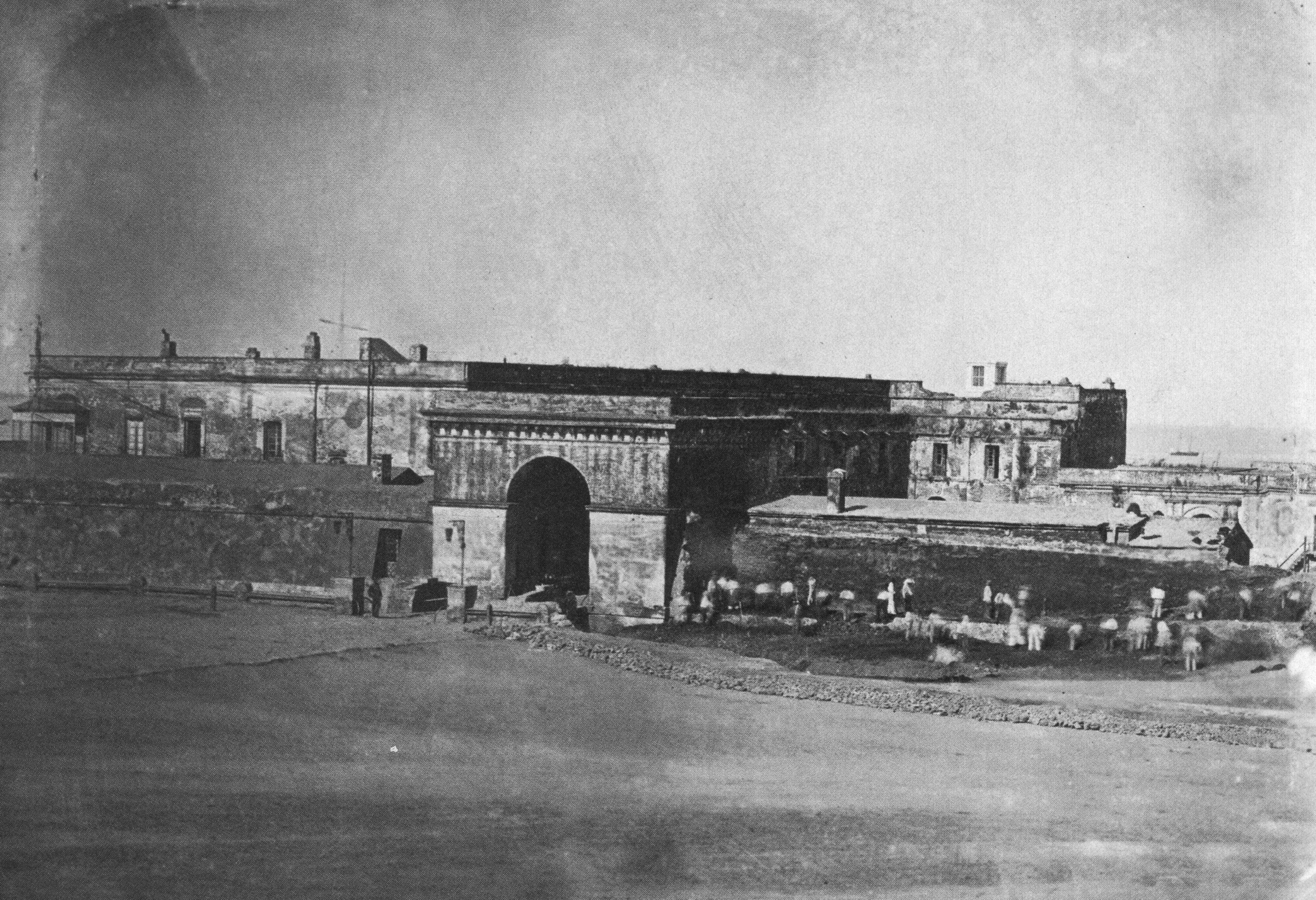
Les restes du fort dans la décennie 1850.
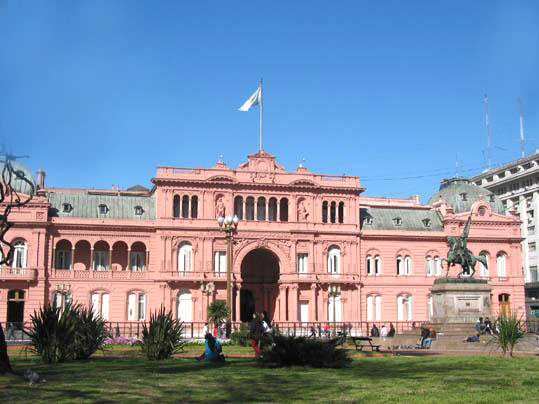
Entrée principale sur le côté est de la place de Mai.

## Musée
Dans le sous-sol du palais et les galeries adjacentes se trouvait le musée du palais du Gouvernement. Inauguré en 1957, il exposait des objets, des œuvres d'art et des documents en relation avec les différents présidents du pays. En 2010, il ferme ses portes et l'ensemble de ses collections est transféré au nouveau musée du Bicentenaire, inauguré l'année suivante dans un bâtiment contemporain situé à proximité.